# Evans Wise
Evans Wise (ur. 23 listopada 1973 w Saint Joseph na wyspie Trynidad) – piłkarz podchodzący z Trynidadu i Tobago, grający na pozycji pomocnika.

## Kariera
Wise zaczynał piłkarską karierę w trynidadzkim klubie o nazwie Cultural United FC. Następnie na krótko wyjechał do Niemiec, do klubu z niższej ligi SG Egelsbach. Jednak pierwszym profesjonalnym klubem był klub z Major League Soccer, Tampa Bay Mutiny, który wybrał Wise’a jako czwarty numer w drafcie w 1996 roku. W Stanach Zjednoczonych grał do roku 1999 zaliczając jeszcze klub New England Revolution. I właśnie w 1999 roku trafił do beniaminka Bundesligi SSV Ulm 1846, tam zagrał tylko 9-krotnie, a jego klub spadł do z ligi. Wise przeszedł więc do drużyny SV Elversberg z Regionalligi. Następnie grał w 2 lidze w zespole Wacker Burghausen. Potem w 2004 roku na trochę wrócił do ojczyzny do zespołu Joe Public FC. A od 2005 do 2007 Wise był zawodnikiem klubu z Regionalligi – Waldhof Mannheim.
W reprezentacji Trynidadu i Tobago Wise nie grał zbyt wiele. Zagrał w niej m.in. na Złotym Pucharze CONCACAF w 1996, gdzie grał bardzo dobrze i strzelił najładniejszą bramkę turnieju. Kontuzja pomocnika Silvio Spanna spowodowała, że selekcjoner Leo Beenhakker powołał Wise’a na Mistrzostwa Świata w Niemczech, gdzie zagrał 6 minut w przegranym 0:2 meczu z reprezentacją Anglii.